# Epigonus devaneyi
Epigonus devaneyi är en fiskart som beskrevs av Gon, 1985. Epigonus devaneyi ingår i släktet Epigonus och familjen Epigonidae. Inga underarter finns listade i Catalogue of Life.